# Patella (zoologia)
Patella Linnaeus, 1758 è un genere di molluschi gasteropodi della famiglia Patellidae.

## Descrizione
Sono molluschi dotati di una conchiglia conica, sottile, dal contorno grossolanamente ovale, che si adatta alla superficie alla quale l'animale aderisce. Il corpo, formato da un voluminoso sacco, è munito di un piede robusto che aderisce a ventosa sul substrato. La respirazione avviene attraverso pseudobranchie poste attorno al piede. La bocca presenta un organo caratteristico, detto radula, che consente loro di grattare le alghe adese alle rocce. La parte inferiore della radula contiene una fila di denti, classificato come il materiale biologico più resistente finora conosciuto (sopportano forze dai 3,0 ai 6,5 GPa). Posseggono un occhio rudimentale, formato da un agglomerato di cellule sensoriali e pigmentate immerse in una sostanza gelatinosa.

## Biologia
Vivono su substrati rocciosi soggetti a periodiche variazioni della marea (zona intertidale).

Il loro piede, aderendo con forza al substrato, trattiene una quantità di acqua sufficiente ad impedire la disidratazione, e consente loro di sopportare lunghi periodi di emersione. L'adesione è resa possibile anche dalla secrezione di una sostanza viscosa.

### Alimentazione
Sono animali erbivori che si nutrono di alghe.

## Distribuzione e habitat
Il genere è diffuso nel Mediterraneo, nell'Oceano Atlantico e nel Mar Nero. Il suo habitat è costituito dalle rocce del piano mesolitorale.

## Tassonomia

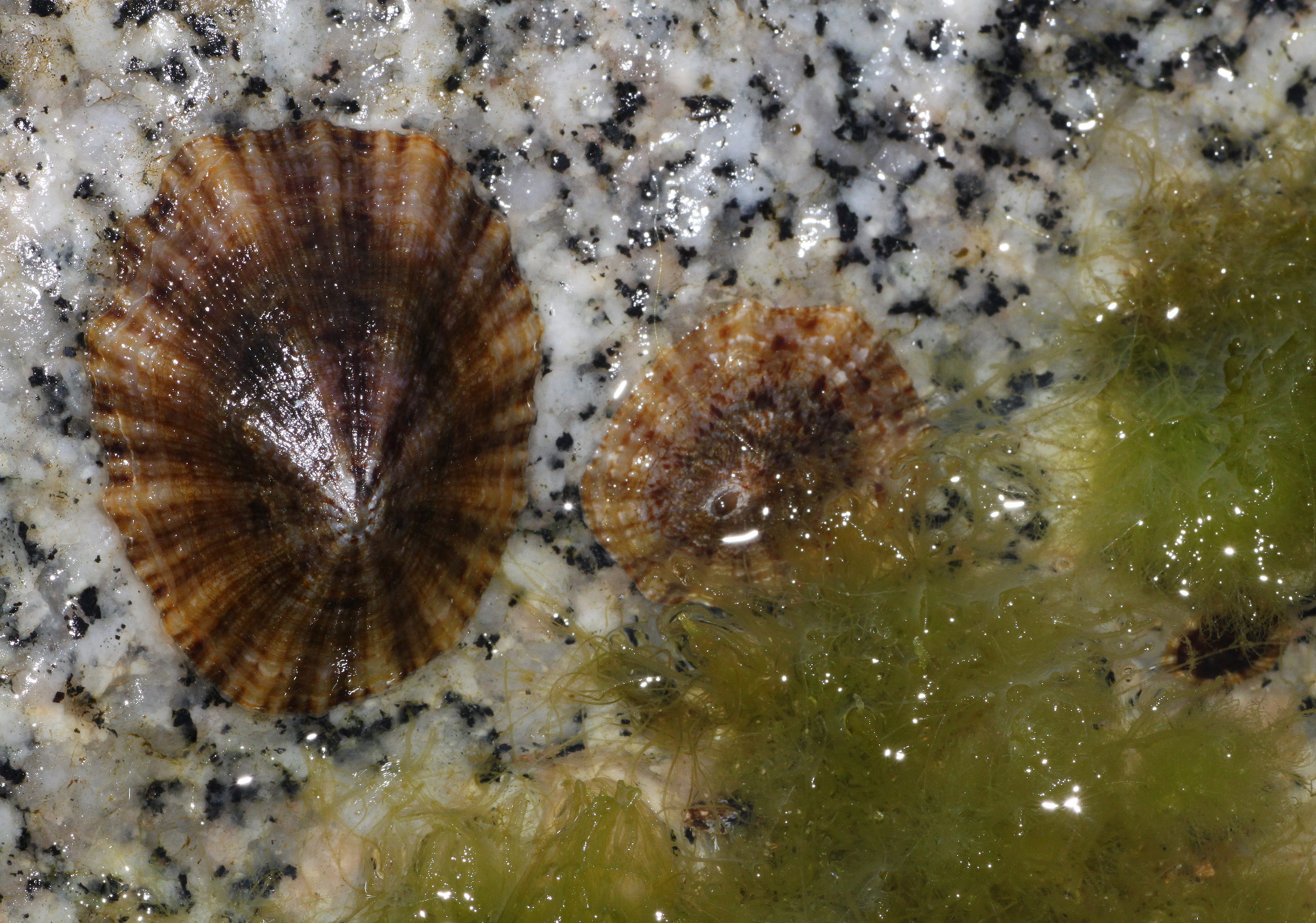
Patella caerulea

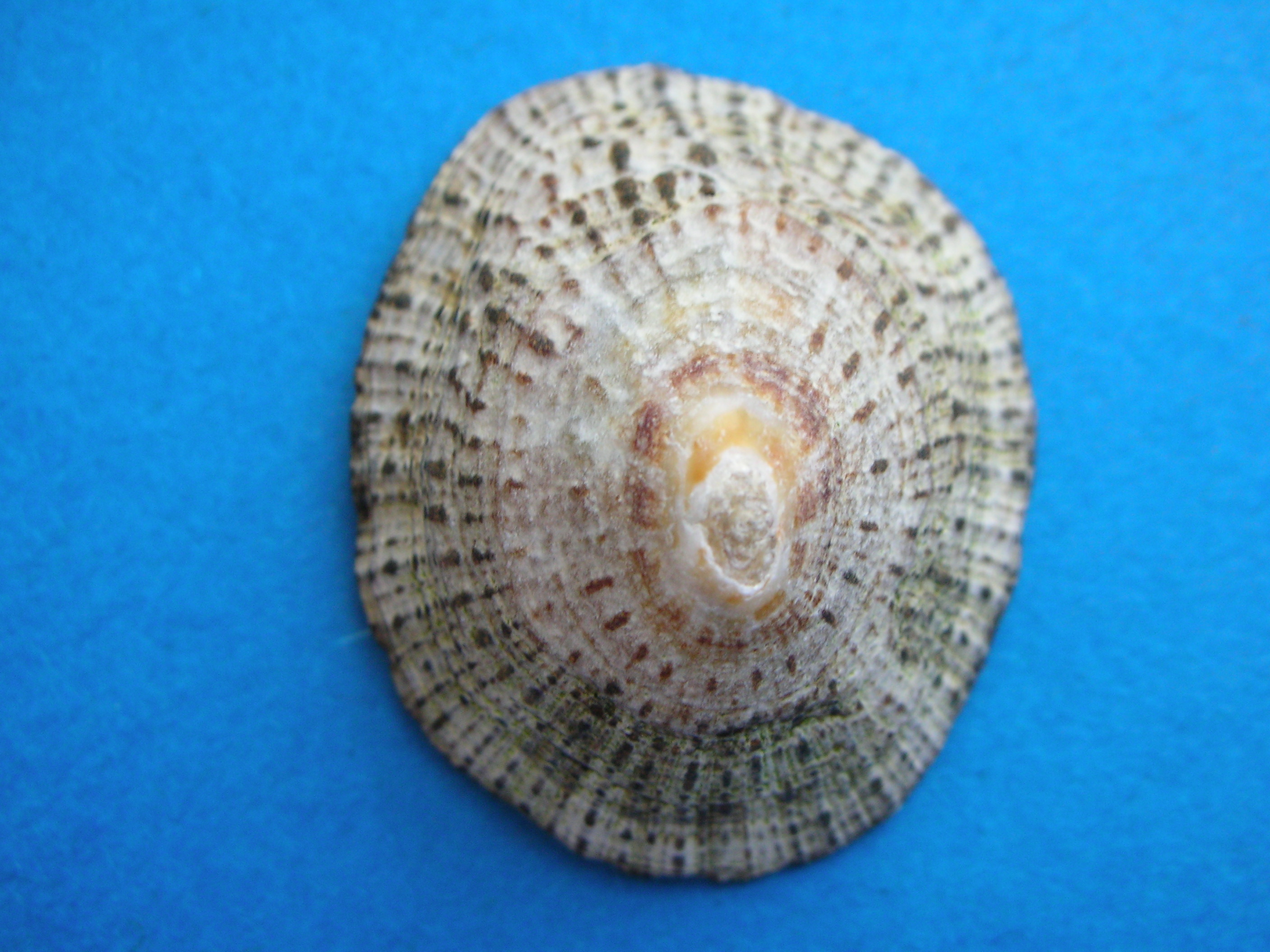
Conchiglia di Patella vulgata

Il genere comprende le seguenti specie:
- Patella aspera Röding, 1798
- Patella caerulea Linnaeus, 1758
- Patella candei d'Orbigny, 1840
- Patella depressa Pennant, 1777
- Patella ferruginea Gmelin, 1791
- Patella gomesii Drouët, 1858
- Patella lugubris Gmelin, 1791
- Patella ordinaria Mabille, 1888
- Patella pellucida Linnaeus, 1758
- Patella piperata Gould, 1846
- Patella rustica Linnaeus, 1758
- Patella skelettensis Massier, 2009
- Patella swakopmundensis Massier, 2009
- Patella tenuis Gmelin, 1791
- Patella ulyssiponensis Gmelin, 1791
- Patella vulgata Linnaeus, 1758